# Giovanni Vespucci
Giovanni Vespucci (Firenze, 1486 – dopo il 1528) è stato un cartografo italiano, ultimo dei cinque figli di Antonio Vespucci e nipote di Amerigo Vespucci.

## Biografia
Si conosce poco o nulla sulla sua infanzia e sula sua formazione.
Si sa che alla morte di Amerigo, avvenuta il 22 febbraio 1512, Giovanni ereditò i suoi abiti, libri in diverse lingue e strumenti di navigazione di grande valore, tra cui un astrolabio di ottima fattura. Il nipote era particolarmente orgoglioso di questi strumenti e, dopo la morte dello zio, ottenne la carica di pilota della Casa de Contratación de Indias grazie alle sue competenze e alla fama di Amerigo come piloto mayor dal 1508. Purtroppo, le mappe, le relazioni di viaggio e gli strumenti menzionati nel testo sono andati perduti nel tempo.
Giovanni ricevette la nomina a pilota reale con uno stipendio di 20.000 maravedís da Ferdinando II di Aragona il 22 maggio 1512, e questa nomina fu registrata il 18 settembre successivo. Il 24 luglio dello stesso anno, già aveva ricevuto l'incarico di redigere, in collaborazione con Juan Díaz de Solís, un nuovo decreto reale sulla navigazione per tutte le Indie scoperte fino a quel momento, che erano di proprietà della corona. Il decreto stabiliva le regole e le direttive per i piloti che avrebbero navigato in quelle regioni.
Nel 1514, Giovanni Vespucci comandò la nave capitana durante la spedizione di Pedro Arias Dávila diretta verso il Darién, attuale confine tra Panama e Colombia. La notizia è riportata da Pietro Martire d'Anghiera, che sottolinea l'abilità di Giovanni ereditata dallo zio Amerigo nella navigazione e nel calcolo delle coordinate. È probabile che Giovanni abbia utilizzato questa competenza per rappresentare dettagli della regione caraibica in un planisfero conservato a Torino. Dopo il ritorno in Spagna, partecipò a varie riunioni della Casa de contratación, discutendo spesso sulle rotte delle flotte spagnole e sulla delimitazione dei confini con la Corona portoghese nei rispettivi domini.
Il 13 novembre 1515, Giovanni Vespucci fu consultato su un caso riguardante undici cittadini portoghesi catturati dagli spagnoli in un territorio la cui appartenenza, secondo il trattato di Tordesillas, era incerta tra Spagna e Portogallo. In collaborazione con Sebastiano Caboto, espose il suo parere sulla collocazione del Capo di San Augustín, basandosi sulle lettere e sui calcoli dettagliati di suo zio Amerigo, il quale aveva esplorato il capo due volte durante i suoi viaggi. Pochi mesi prima, le sue abilità erano state riconosciute con una gratificazione annuale di 10.000 maravedís.

## Cartografia

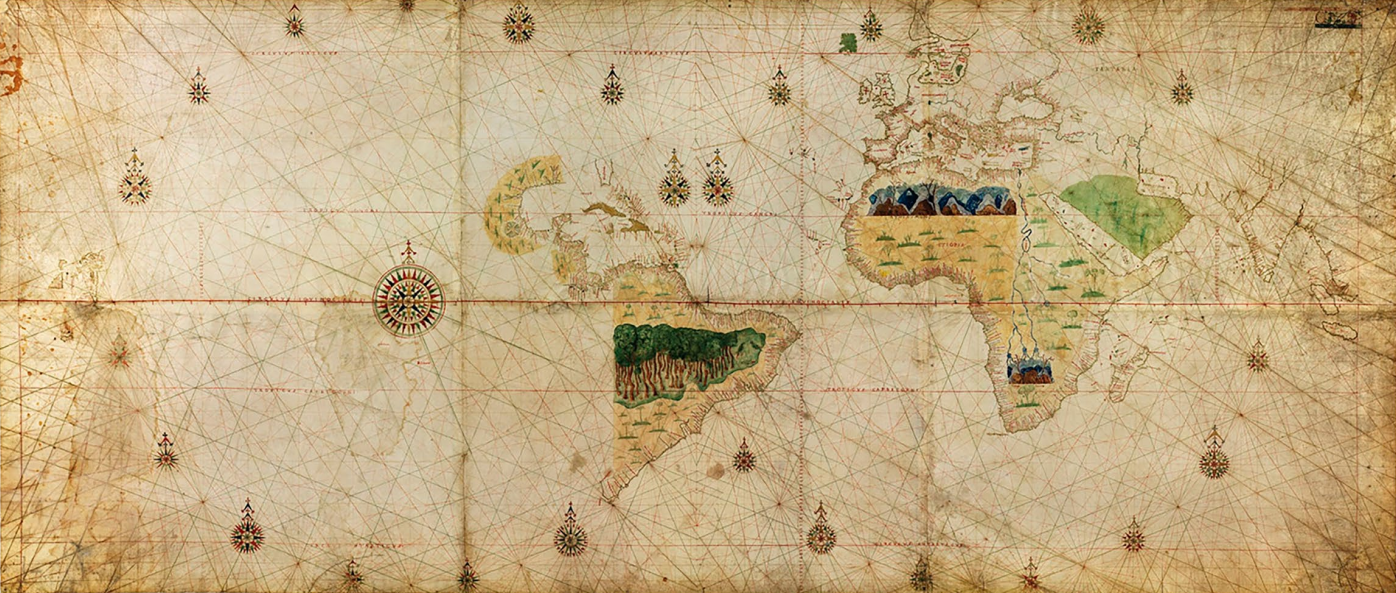
The Geocarta Nautica Universale (1523), la prima mappa conosciuta rappresentante le scoperte della spedizione di Ferdinando Magellano, ritenuta una copia del Padron Real spagnolo disegnata da Giovanni Vespucci e conservata alla Biblioteca Reale di Torino.

A Giovanni Vespucci sono attribuiti almeno quattro importanti planisferi, datati tra il 1523 e il 1526:
- Planisfero presso la Houghton Library dell'Università di Harvard;
- Planisfero presso la Bibliothek der Fürsten von Liechtenstein di Vienna;
- Planisfero presso l'Hispanic Society of America di New York, datato 1526, è firmato personalmente da Vespucci, ancora sotto il titolo di pilota reale («Ju[an] Vespuchi piloto desus ma[jes]ta me fezit en seujlla [a]ño d[omini] 1526»); seppur successivo al planisfero di Juan de la Cosa, in esso si trovano per la prima volta informazioni dettagliate del nordamerica e dello stretto di Magellano.[2]
- Planisfero presso la Biblioteca Nazionale di Torino, realizzata nel 1523 su sei fogli di pergamena di circa 111×261 cm, rappresenta il più antico esemplare conosciuto del Padrón Real, le carte geografiche segrete fornite dalla Corona spagnola come modello ai capitani delle proprie navi.